# Nicolaus Kopernikus
 Ikke at forveksle med Nicolaj Kopernikus.
Nicolaus Kopernikus (tysk: Niklas Koppernigk / Nikolaus Kopernikus, polsk: Mikołaj Kopernik; født 19. februar 1473 i Toruń, Kongeriget Polen, død 24. maj 1543 i Frauenburg, Det kongelige Preussen) var en polsk embedsmand, astronom og læge. Han er kendt for sin opdagelse af, at Solen ikke drejer rundt om Jorden, men at Jorden drejer rundt om Solen.
Da Pave Leo 10. i 1514 opfordrede teologer og astronomer til at bidrage til en præcis fastlægning af påsken, blev Nicolaus Kopernikus involveret i arbejdet med at måle året og månederne præcist ud fra observationer af himmellegemer, navnlig planeter. På den tid hældede de fleste lærde til Ptolemæus' model af universet med en ubevægelig, central Jord, hvor alle himmellegemer var fastholdt af gennemsigtige (dvs. usynlige), roterende kugleskaller. Med nogle "tillempninger" (visse kugleskallers centre måtte forskydes lidt i forhold til Jordens centrum, samt "ekstra" cirkelbevægelser) passer denne model nogenlunde til hvad man kunne observere dengang. Jordens centrale placering var dikteret af traditionelle, religiøst forbundne opfattelser.
Kopernikus kunne imidlertid under henvisning til sine observationer påvise, at en mængde problemer og unøjagtigheder ved Ptolemæus' model kunne løses ved at sidestille Jorden med de øvrige planeter og anbringe den på sin egen "kugleskal" (eller mere præcist: cirkelbane) omkring Solen, som nu overtog Jordens hidtidige rolle som "verdens centrum". Omkring samtidig med den pavelige opfordring, udarbejder Kopernikus et dokument, Commentariolus ("Den lille kommentar"), hvori han argumenterer for sit heliocentriske verdenssystem, med (tilsyneladende) stillestående fiksstjerner alleryderst.
Helt i overensstemmelse med den moderne fysiks beskrivelse af vort solsystem, er Nicolaus Kopernikus verdensmodel ikke. Senere påviste Johannes Kepler, at planeterne ikke følger eksakt cirkelformede, men snarere elliptiske baner om Solen.
Kopernikus' verdensmodel vakte megen modstand, og han havde blandt andet den tvivlsomme ære, at hans Commentariolus blev opført på Index librorum prohibitorum, den romerskkatolske kirkes liste over forbudte bøger.
Grundstoffet copernicium er opkaldt efter ham.